# Могитич, Иван Романович
Ива́н Рома́нович Моги́тич (22 января 1933, с. Подлески — 4 июня 2006, Львов) — народный архитектор Украины (1996), директор Украинского регионального специализированного научно-реставрационного проектного института «Укрзападпроектреставрация», член Комитета по Государственной премии Украины в области архитектуры, Лауреат Государственной премии Украины в области архитектуры (2007), награждён Почётной грамотой Кабинета Министров Украины (2003).
Специалист в области изучения и восстановления памятников истории и культуры Западной Украины. Своим современным обликом ему обязаны более 130 памятников, в том числе Олеский замок, Манявский скит, церковь св. Юрия в Дрогобыче, храм Иоанна Крестителя во Львове, церковь св. Пантелеймона близ Галича.

## Биография
Иван Романович Могитич родился 22 января 1933 года в селе Подлески Долинского района в семье Евдокии Кобрин (1895—1969) и учителя Романа Могитича (1890—1956). В 1950 году поступил в Львовский политехнический институт на инженерно-строительный факультет. После окончания института в 1955 году работал во Львове инженером и прорабом. В 1961 году переехал в Киев. С 1964 года стал главным архитектором Львовской реставрационной мастерской.
Умер 4 июня 2006 года и похоронен на Лычаковском кладбище, участок № 56.

## Публикации
Написал более 100 фундаментальных статей и книг. Среди них:
- Проблема сохранения деревянных храмов на Украине[3]
- Крещатые церкви Гуцульщины // Архитектурное наследство. — Москва. — № 27. — 1974. — С. 97-107.
- Результаты исследования церкви Пантелеймона близ Галича // КСИА АН СССР. — Вып. 172. — 1982. — С. 65-70.
- З історії міжслов’янських зв’язків у сфері ранньосередньовічної архітектури: (Галицько-Волинська Русь та західні слов’яни Х-ХІІІ ст. — Київ. — 1983. — С. 22-25.
- Традиции и влияния в народном зодчестве западных областей Украины // Архитектурное наследство. — Москва. — № 32. — 1984. — С. 114—118.
- Народне будівництво Гуцульщини // Гуцульщина. Історико-етнографічне дослідження. — 1987. — С. 165—189.
- Архитектура Галицкой и Волынской земель ХІІ-XIV вв. в свете новых открытий // Архитектурное наследство. — Москва. — № 37. — 1990. — С. 209—222.
- Нариси архітектури української церкви. — Львів. — 1995. — 49 с.
- Церкви Звенигорода // ВІУ. — 1995. — Ч. 3. — С. 18-21.
- Сторінки архітектури Галичини і Волині ХІІ-XIV ст. // ВІУ. — 1997. — Ч. 8. — С. 3-20.
- Археологічно відкриті дерев’яні церкви Галичини і Волині Х-ХІV ст. // ВІУ. — 1999. — Ч. 10. — С. 3.
- Житлове будівництво Гуцульщини. Полонинські будівлі. Гуцульські майстри будівничі. Словник гуцульської будівельної термінології // Історія Гуцульщини. — Львів. — 1999. — С. 370—446, 510—537.
- Оборонні вежі Галицької і Волинської земель // ВІУ. — 2000. — С. 3-14.
- Старовинні церкви України VII—XIV ст. // Dzieje Podkarpacia. — Krosno. — 2001. — T. V. — S. 301—328.
- Архітектура дерев’яних храмів // ВІУ. — 2002. — Ч. 12. — С. 8-29.
- Народна дерев’яна архітектура // Історія української архітектури. — Київ: Техніка. — 2003. — С. 372—399.